# 日野洋一
日野 洋一（ひの よういち、1967年11月14日 - ）は、日本の実業家。鉄人化計画創業者で、同社代表取締役社長や、代表取締役会長を経て、パシフィックフィルハーモニア東京理事長。

## 人物・来歴
愛媛県の経営者の家庭に生まれる。1991年に北海道大学法学部卒業後、日本長期信用銀行に入行し、法人営業を担当した。1994年東京日の丸取締役。1996年日喜商事代表取締役社長。1999年鉄人化計画設立、代表取締役社長。楽曲数の多い独自のカラオケ統合システム・鉄人システムを開発して業容を伸ばし、2004年に東京証券取引所マザーズに上場を果たした。2013年鉄人化計画代表取締役会長。2014年に退任後も、資産管理会社ファースト・パシフィック・キャピタルを通じて鉄人化計画に影響力を行使し、2020年にはコロナ禍で債務超過となったことを受けファースト・パシフィック・キャピタルから15億円を出資した。日本遊技関連事業協会理事、シルバーバックス・プリンシパル代表取締役会長、環境造形学園理事長、パシフィックフィルハーモニア東京理事長なども務めた。